# Мора, Ференц

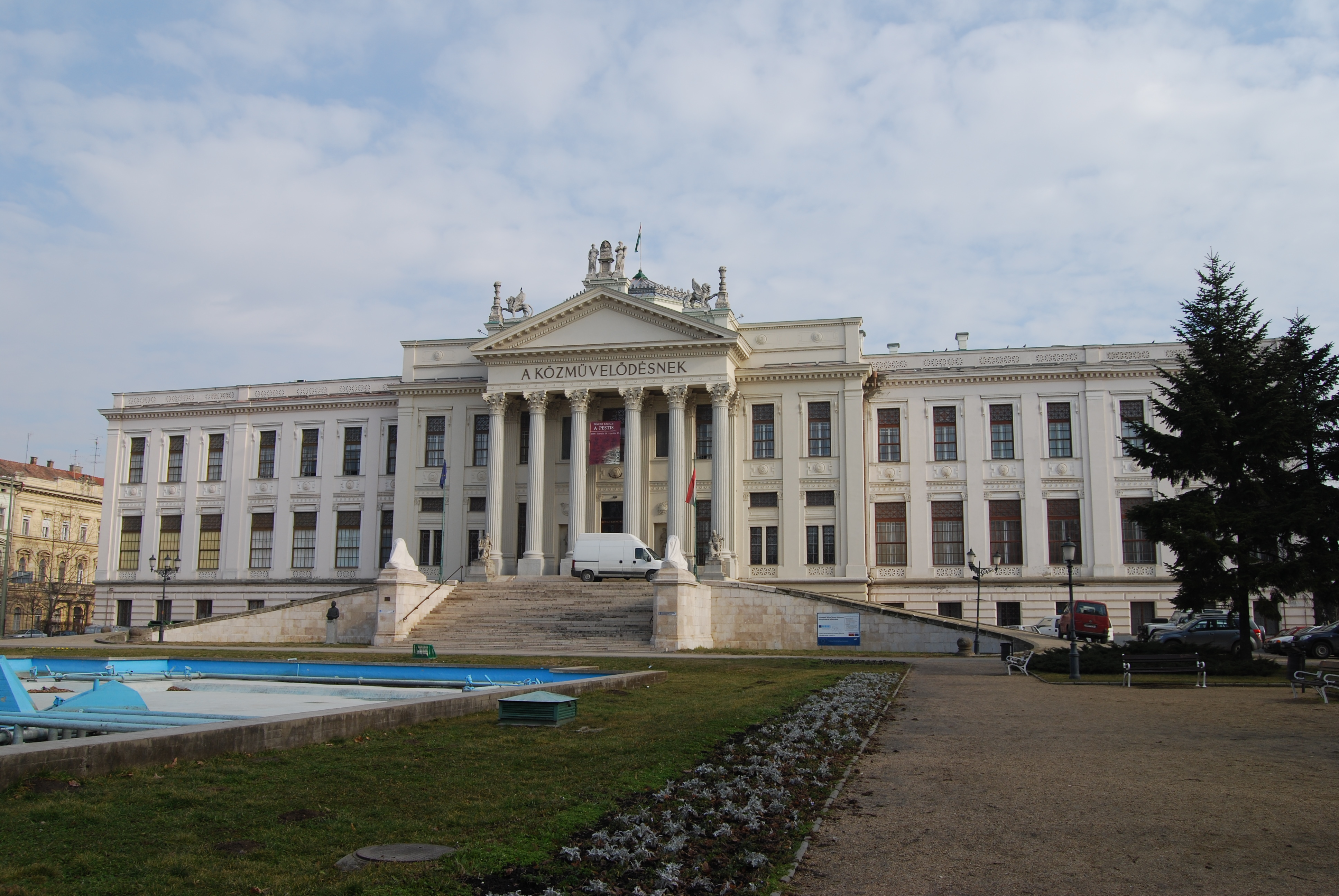
Музей Ференца Моры в Сегеде

Ференц Мора (венг. Móra Ferenc; 19 июля 1879, Кишкунфеледьхаза — 8 февраля 1934, Сегед) — венгерский романист, журналист, археолог, краевед и специалист по музейному делу. Считается одним из крупнейших венгерских писателей.

## Биография
Ференц Мора родился в бедной крестьянской семье (отец Мартон Мора был сельским портным, мать Анна Юхас — пекарем), в сердце Малой Кумании. Три поколения его предков по женской линии — уроженки Кишкунфеледьхазы, три поколения предков по мужской линии — уроженцы города Ясберень, столицы венгерских ясов. С детства Ференц проявлял большие интеллектуальные способности. Школьное образование получил с трудом из-за финансового положения семьи.

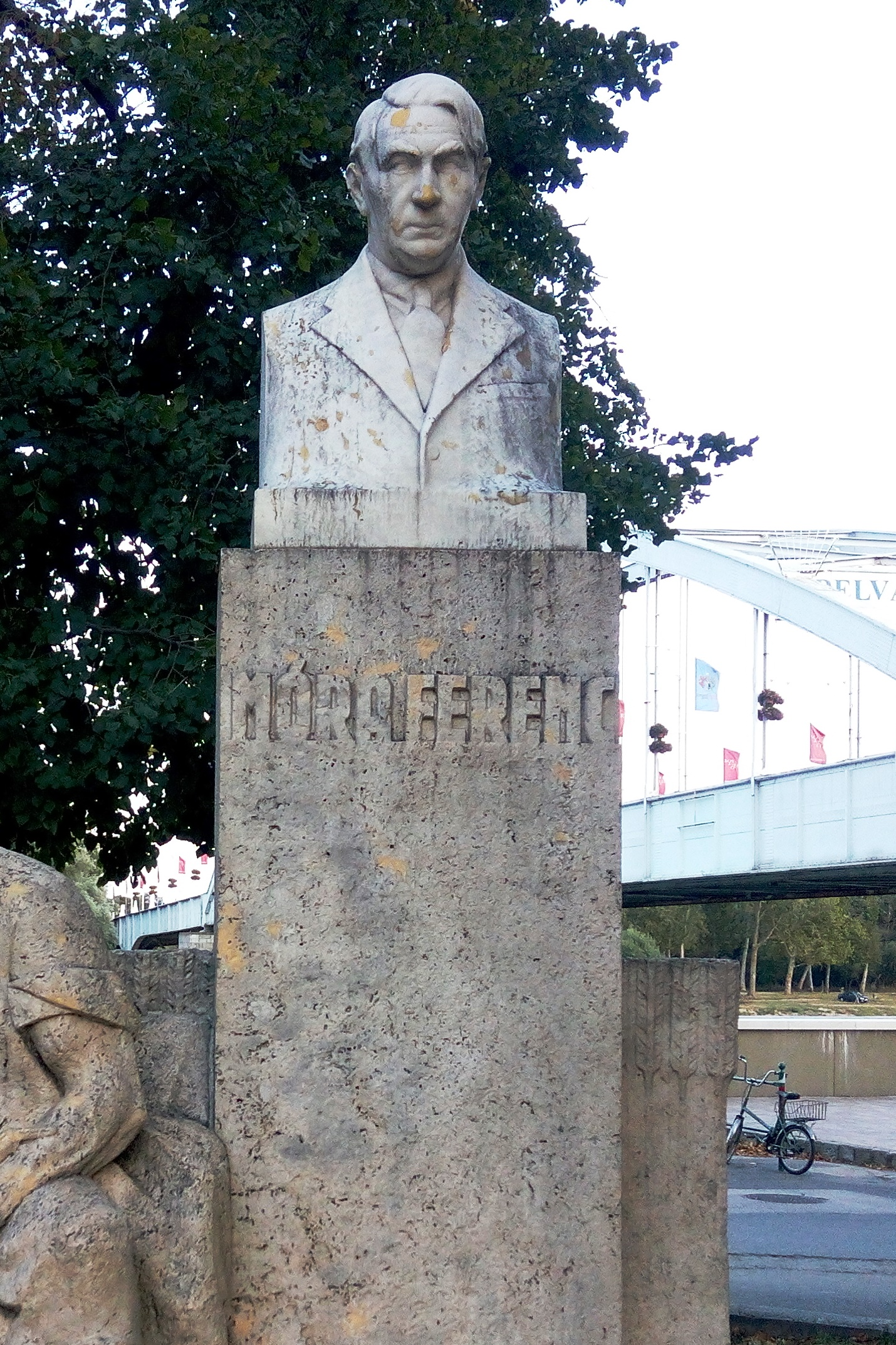
Памятник Ференцу Мора в Сегеде

Поступил в Будапештский университет, где получил диплом по географии и истории. После этого в течение года работал учителем в городе Фельшёлёвё (медье Ваш). После этого стал писать книги, основной аудиторией которых было юношество. В 1911—1920 гг. Мора состоял в Сегедской масонской ложе. В 1913—1919 гг. Мора был главным редактором газеты «Szegedi Napló», выходившей в Сегеде, а затем вплоть до своей смерти — её постоянным сотрудником. В годы Первой мировой войны «Szegedi Napló» чуждалась шовинистической пропаганды.
Впоследствии журналист Ференц Мора нередко критиковал регента Миклоша Хорти. Из-за оппозиции последнему роман Моры «Воскрешение Ганнибала» (Hannibál feltámasztása) был издан только посмертно в 1955 году, и то в цензурированном виде, а в 1956 году экранизирован.
С 1904 года, параллельно с писательством, Мора стал делать карьеру в музейном деле, работая в комбинированной библиотеке-музее города Сегеда и округа Чонград. В апреле 1917 года был назначен директором указанной библиотеки-музея, и занимал этот пост вплоть до своей смерти в 1934 году. В настоящее время музей носит его имя. С 1921 года Ференц Мора преподавал археологию в Сегедском университете.
Мора активно занимался археологией венгерских захоронений раннего средневековья (гунны, авары, ранние венгры), в 1925-1926 годах раскопал захоронения в окрестносях деревни Кумангота. К сожалению, он допустил немало типологических ошибок в своих исследованиях. Тем не менее, с учётом его активности, он считается одним из отцов-основателей венгерской археологии. 
Ценные воспоминания о Ференце Мора оставили Янош Котормани и Габор Такач.

## Личная жизнь
Был женат, в браке родилось двое детей. Правнучка — драматург Анна Весич (р. 1956).

## Крупнейшие произведения
- Az aranyszőrű bárány «Золотое руно», (поэма, Szeged, 1902)
- Rab ember fiai «Дети раба» (Budapest, 1909)
- Mindenki Jánoskája «Маленький Янош, принадлежавший всем» (Будапешт, 1911)
- Csilicsali Csalavári Csalavér (Будапешт, 1912)
- Filkó meg én «Филко и я» (Будапешт, 1915)
- Kincskereső kis ködmön «Волшебная шубейка» (Будапешт, 1918)
  - «Волшебная шубейка» (Москва, 1976 г., изд. «Детская литература», илл. Бориса Диодорова)[11]
- Dióbél királyfi «Принц Орешек» (Budapest, 1922)
- A festő halála «Смерть художника» (Будапешт, 1921, позднее роман опубликован под названием Négy apának egy leánya «Четыре отца, одна дочь»)
- Georgikon «Георгики» (поэма, Будапешт, 1925)
- Nádihegedű «Тростниковая скрипка» (Budapest, 1927)
- Ének a búzamezőkről «Песнь пшеничных полей» (роман, Budapest, 1927)
- Beszélgetés a ferdetoronnyal «Разговор с падающей башней» (Budapest, 1927)
- Véreim «Моим потомкам» (Budapest, 1927)
- Sokféle «Иной» (Budapest, 1927)
- Egy cár, akit várnak «Царь желанный» (Budapest, 1930)
- Aranykoporsó «Золотой гроб» (исторический роман, Budapest, 1932)
- Daru-utcától a Móra Ferenc-utcáig «С Журавлиной улицы на улицу Ференца Моры» (автобиография, Budapest, 1934)
- Utazás a földalatti Magyarországon «Обзор подземной Венгрии» (археология гуннского и аварского периодов, Budapest, 1935)
- Parasztjaim «Моим односельчанам» (Budapest, 1935)
- Dióbél királykisasszony «Принцесса Орешек» (Budapest, 1935)
- Napok, holdak, elmúlt csillagok «Солнца, Луны, угасшие звёзды» (Budapest, 1935)

## Экраниазции
- 1956 — Господин учитель Ганнибал / Hannibál tanár úr (реж. Золтан Фабри, Венгрия) — по роману «Воскрешение Ганнибала»